# Права ЛГБТ+ особа у Чешкој
| \| \| \| \| Застава Чешке \| Застава дугиних боја \| |                         |
| Положај Чешке                                        |                         |
| Законска регулатива                                  |                         |
| Легализација хомосексуалности                        | – од 1962.              |
| Родни идентитет                                      | - Да                    |
| Антидискриминациони закони                           | - од 2009.              |
| Узраст сексуалне сагласности                         | – од 1990.              |
| Војна служба                                         | - од 1999.              |
| Породична права                                      |                         |
| Брак                                                 | Уставна забрана од 2007 |
| Истополна заједница                                  | - од 2006.              |
| Усвајање                                             | - на чекању             |
| Ин витро фертилизација за лезбијке                   |                         |
| ЛГБТ+ у Чешкој                                       |                         |
| Организације                                         |                         |
| Права                                                |                         |
| Медији                                               |                         |
| Догађаји                                             |                         |
| Особе                                                |                         |
| Значајна места                                       |                         |
| ЛГБТ+ портал                                         |                         |
| Застава Чешке                                        | Застава дугиних боја    |
| Застава Чешке                                        | Застава дугиних боја    |

Чешка се сматра једном од најлибералнијих држава у средњој Европи по питању људских права лезбијки, геј, бисексуалних и трансродних (ЛГБТ) особа. Године 2006. Чешка је донела закон о регистрованим партнерствима.

## Декриминализација хомосексуалности
Хомосексуалност је декриминализована 1962. године. Старосна граница за ступање у сексуалне односе је изједначена 1990. године за истополне (раније била на 18) и хетеросексуалне односе на 15 година. Војска дозвољава гејевима и лезбијкама да отворено служе. Хомосексуална проституција је легализована 1990. године. 

## Истополне заједнице
Нерегистрована кохабитација (de facto заједница) је законски призната у Чешкој од 2001. године. Овом врстом заједница су били уређени односи око наслеђивања код особа које живе у заједничком домаћинству. 
План да се усвоји закон о регистрованом партнерству је био неуспешан четири пута: 1998, 2001, 2003. и 2005. године. Ипак, 16. децембра, 2005. године усвојен је нови предлог закона о истополним заједницама у Чешком парламенту. Сенат га је усвојио 26. јануара, 2006. године, али је председник Вацлав Клаус ставио вето. Парламент је укинуо председнички вето 15. марта, 2006. и регистровано партнерство је почело да се признаје и склапа од 1. јула, 2006. године. 
Према истраживањима Ангус Реид Глобал Монитора децембра 2006. године, 52% грађана и грађанки подржава истополни брак.

## Забрана дискриминације
Од 1999. године војска Чешке третира сексуалну оријентацију приватним питањем и технични она није ствар на основу које се може не дозволити прикључење војсци. Године 2001. Чешка је усвојила антидискриминациони закон у складу са одредбама Европске уније, у коме се експлицитно помиње забрана на основу сексуалне оријентације.

## Јавно мнење
Центар за испитивање јавног мнења ЦВВМ објављује резултате годишњих истраживања ставова о геј и лезбијским правима. Према резултатима из последњих година може се приметити тренд раста подршке и прихватања ЛГБТ особа:
| Став грађана (CVVM poll)                 | 2005 | 2005 | 2007 | 2007 | 2008 | 2008 | 2009 | 2009 | 2010 | 2010 | 2011 | 2011 | 2012 | 2012 | 2013 | 2013 | 2014 | 2014 |
| Став грађана (CVVM poll)                 | Да   | Не   | Да   | Не   | Да   | Не   | Да   | Не   | Да   | Не   | Да   | Не   | Да   | Не   | Да   | Не   | Да   | Не   |
| ---------------------------------------- | ---- | ---- | ---- | ---- | ---- | ---- | ---- | ---- | ---- | ---- | ---- | ---- | ---- | ---- | ---- | ---- | ---- | ---- |
| Регистровање партнерства                 | 61%  | 30%  | 69%  | 24%  | 75%  | 19%  | 73%  | 23%  | 72%  | 23%  | 72%  | 23%  | 75%  | 21%  | 72%  | 23%  | 73%  | 23%  |
| Истополни брак                           | 38%  | 51%  | 36%  | 57%  | 38%  | 55%  | 47%  | 46%  | 49%  | 45%  | 45%  | 48%  | 51%  | 44%  | 51%  | 44%  | 45%  | 48%  |
| Усвајање од оба партнера                 | 19%  | 70%  | 22%  | 67%  | 23%  | 65%  | 27%  | 63%  | 29%  | 60%  | 33%  | 59%  | 37%  | 55%  | 34%  | 57%  | 45%  | 48%  |
| Признавање другог партнера као старатеља | -    | -    | -    | -    | -    | -    | -    | -    | -    | -    | -    | -    | -    | -    | -    | -    | 58%  | 32%  |

## Табела
| Да ли је истосполна активност легална?                                                            | (Да, од 1962) |
| Антидискриминацијски закон у запошљавању?                                                         | (Да, од 2001) |
| Антидискриминацијски закони у пружању добара и услуга?                                            | (Да, од 2009) |
| Антидискриминацијски закони у свим другим подручјима (укљ. Неизравну дискриминацију, говор мржње) | (Да, од 2009) |
| Истополни брак                                                                                    | (Не) |
| Признавање истосполних заједница (нпр. регистрирана партнерства)                                  | (Да, од 2006) |
| Усвајање од стране оба партнера и признавање другог партнера као старатеља                        | (Признавање другог партнера као родитеља, легализација на разматрању. Заједничко усвајање је питање Уставног суда) |
| Да ли је дозвољено усвајање од стране једне хомосексуалне особе?                                  | (Да) |
| Да ли је хомосексуалцима дозвољено служење војног рока?                                           | (Да) |
| Право на промену пола?                                                                            | (Да) |
| Да ли је трансексуалност уклоњена с листе болести?                                                | (Да) |
| Да ли је дозвољен ИВФ за лезбијке?                                                                | (Да) |
| Да ли мушкарци који имају секс с мушкарцима могу даровати крв?                                    | / (Само ако нису имали сексуалне односе у посљедњих годину дана)                                                   |

Упоређујући последње две године може се приметити пад подршке регистрованим партнерствима и истовремено значајан раст подршке истополним браковима.